# Klaus Weise (Regisseur)

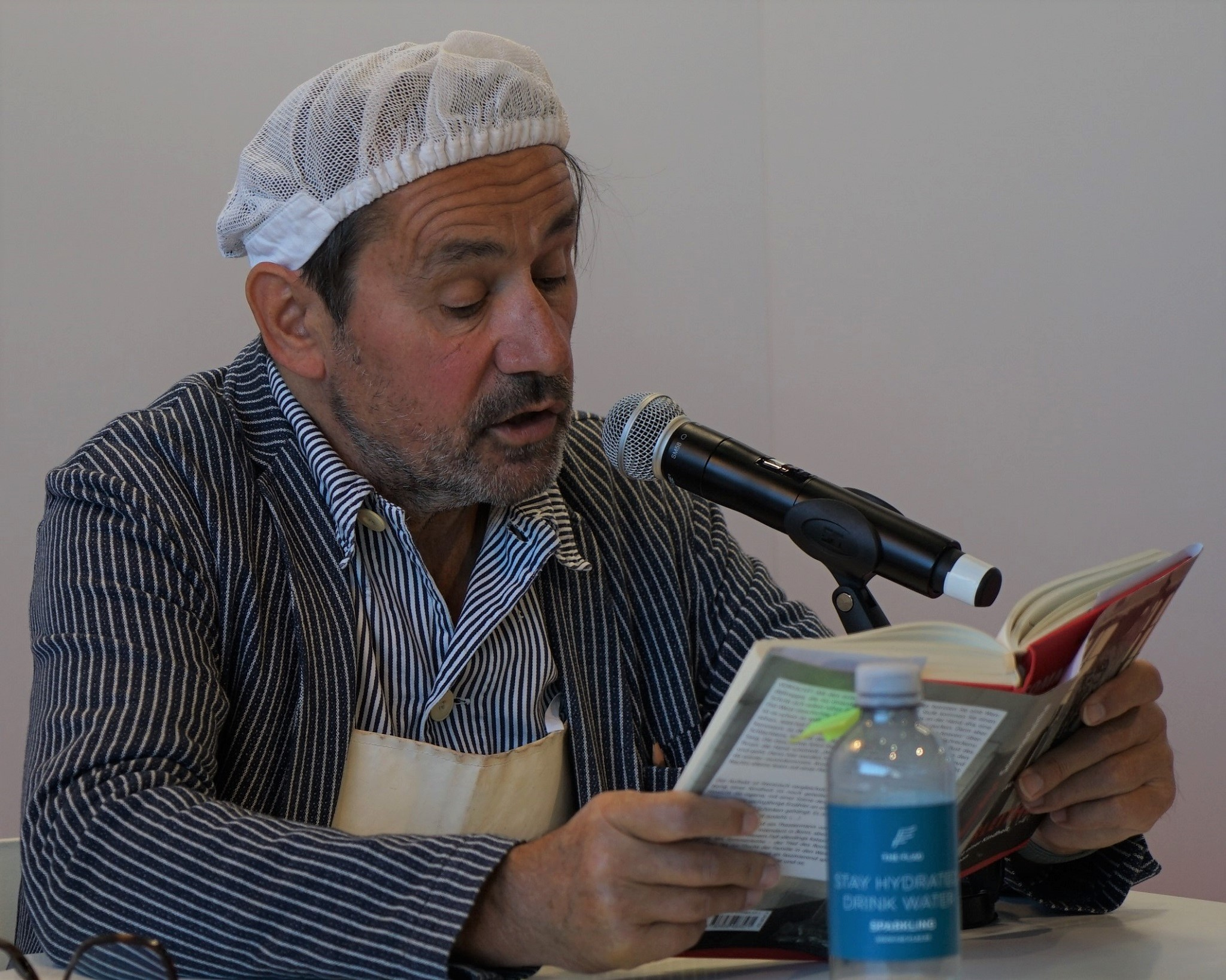
Klaus Weise bei einer Lesung (2021)

Klaus Weise (* 9. Dezember 1951 in Gera) ist ein deutscher Theaterregisseur und Theaterintendant, ferner Dramatiker, Drehbuchautor sowie Filmregisseur.

## Leben und Wirken
Weise zog 1958 mit seiner Familie in die Bundesrepublik. Er besuchte die Schulen in Aachen, Frankfurt am Main und Wuppertal. Nach dem Abitur in Mülheim an der Ruhr besuchte er von 1970 bis 1973 die Hochschule für Fernsehen und Film München und studierte 1974 an der Universität München Philosophie, Germanistik und Theaterwissenschaft. Seine Kindheit und Jugend beschreibt er in der romanhaften Autobiografie Sommerleithe.
Während des Studiums war Weise 1974/1975 Hospitant und Regieassistent am Stadttheater Ingolstadt. Von 1975 bis 1978 arbeitete er als Regieassistent am Deutschen Schauspielhaus Hamburg.
Danach betätigte er sich als freischaffender Regisseur. Weise gab sein Regiedebüt 1977 in Kiel mit Frankenstein von Wolfgang Deichsel. Es folgten unter anderem Dario Fos Bezahlt wird nicht! (1978, Tübingen), Wildes Bunbury (1979, Gießen), Alan Browns Rollstuhl Willi (1982) und Horváths Kasimir und Karoline (1984, jeweils Modernes Theater München), Ibsens Hedda Gabler (1983) und Dorsts Ameley (1984, jeweils Karlsruhe), Deichsels Loch im Kopf (1985, Volkstheater München), Becketts Endspiel (1986, Karlsruhe), Horváths Der jüngste Tag (1985, Nationaltheater Mannheim), dessen Don Juan kommt aus dem Krieg (1986, ebenda) und Brecht/Weills Die Dreigroschenoper (1986, ebenda).
1985 erhielt er den Förderpreis für junge Bühnenschaffende der Dr. Otto Kasten Stiftung. 1986 wurde Weise leitender Regisseur am Düsseldorfer Schauspielhaus. Er inszenierte hier unter anderem Nora (1986), Gespenster (1988), Hexenjagd (1987) und die deutsche Erstaufführung von Anthony Minghellas Made in Bangkok (1989).
1989/90 wurde er Schauspieldirektor am Staatstheater Darmstadt. Hier inszenierte er unter anderem die Uraufführung von Gabriel Dagans Die Verabredung (1990) und Ibsens Die Frau vom Meer (1991).
Zur Spielzeit 1991/92 übernahm er die Intendanz des Theaters Oberhausen. Seine Eröffnungsinszenierung war Prinz Friedrich von Homburg, es folgten Othello (1993), Terry Johnsons Dead Funny (1996), Elfriede Müllers Die Touristen (1997) und die deutsche Erstaufführung von Ayckbourns Alles nur aus Liebe (1998).
1995/96 zeigte er Becketts Endspiel im Gasometer Oberhausen und 1997 im Theater sein eigenes Stück Schlachtfest in Koppelung mit Büchners Woyzeck. 1997/98 war er Gastregisseur am Burgtheater mit Higgins’ Harold und Maude.
Am 9. März 2002 inszenierte er in Oberhausen die Uraufführung von Herr Mautz von Sibylle Berg.
Von 2003 bis 2013 war Weise Generalintendant des Theaters Bonn. 2011 sorgte eine Indiskretion bundesweit für Aufsehen, durch die bekannt wurde, dass Weise von der Stadt Bonn ein Jahresgehalt von 320.000 Euro bezog, doppelt so viel wie Bonns damaliger Oberbürgermeister Jürgen Nimptsch.

## Filmografie(Regie und Drehbuch)
- 1981: Die Zeit dazwischen
- 1985: Rauhnacht
- 1985: Die Freitreppe
- 1991: Peter Eschbachs Herz